# R. Kelly
Robert Sylvester Kelly (8 de janeiro de 1967), conhecido profissionalmente como R. Kelly, é um cantor, compositor, produtor musical e criminoso sexual estadunidense. Ele é creditado pelo grande sucesso comercial em gravações de R&B, hip hop e música pop, ganhando apelidos como "Rei do R&B", "Rei do Pop-Soul" e "Flautista do R&B". A carreira de Kelly terminou em 2019 após sua prisão e condenações subsequentes por acusações federais de extorsão e tráfico sexual envolvendo abuso sexual de menores.
Nascido na zona sul de Chicago, Illinois, Kelly começou a se apresentar no metrô sob os trilhos "L" de Chicago e regularmente tocava na parada "L" da estação Jackson da Linha Vermelha no Loop. Durante sua carreira como artista musical, Kelly lançou 18 álbuns de estúdio que produziram múltiplas canções de sucesso, incluindo "I Believe I Can Fly", "Bump n' Grind", "Your Body's Callin'", "Fiesta (Remix)", "Ignition (Remix)", "Step in the Name of Love (Remix)", "If I Could Turn Back the Hands of Time", "The World's Greatest", "I'm a Flirt (Remix)", e a série musical Trapped in the Closet. Em 1998, ele ganhou três Grammy Awards por "I Believe I Can Fly". Paralelamente à sua carreira de gravação, o trabalho de composição e produção de Kelly foi creditado em álbuns de uma vasta gama de artistas, dentre eles Michael Jackson, Britney Spears, Whitney Houston, Mariah Carey, Celine Dion, Justin Bieber, Janet Jackson, Chris Brown, Aaliyah, Usher, Ciara, Toni Braxton, Luther Vandross e Mary J. Blige. Kelly recebeu uma indicação ao Grammy Award pela sua contribuição na canção "You Are Not Alone" (1995) de Jackson, que entrou no Guinness World Records por tornar-se a primeira canção na história a estrear no topo da Billboard Hot 100. A colaboração de Dion e Kelly, "I'm Your Angel" (1998), também recebeu uma indicação ao Grammy Awards.
Kelly vendeu mais de 75 milhões de álbuns e singles mundialmente, configurando-lhe como um dos artistas musicais com o maior número de vendas de todos os tempos e o artista masculino de R&B mais bem sucedido da década de 1990. The Recording Industry Association of America (RIAA) reconheceu Kelly como o dos artistas mais bem sucedidos dos Estados Unidos, com 40 milhões de álbuns vendidos. Em 2011, Kelly foi nomeado o artista de R&B mais bem sucedido dos últimos 25 anos pela Billboard. Kelly venceu prêmios no Grammy Awards, BET Awards, Soul Train Music Awards, Billboard Music Awards, NAACP Image Award e no American Music Awards.
Kelly já era alvo de acusações de abuso sexual, inclusive de menores, desde a década de 1990. Após o vazamento de gravações de vídeo, Kelly foi processado por pornografia infantil em 2002, o que levou a um julgamento controverso que terminou com sua absolvição de todas as acusações em 2008. O documentário Surviving R. Kelly (2019), reexaminou a má conduta sexual de Kelly com menores, levando a RCA Records a rescindir seu contrato. O interesse renovado nas alegações resultou em investigações adicionais por parte das autoridades policiais a partir de 2019, o que levou a múltiplos indiciamentos e à prisão de Kelly. Em 2021 e 2022, ele foi condenado por múltiplas acusações de abuso sexual infantil. Desde 2025, ele cumpre uma pena combinada de 31 anos na FCI Butner Medium I, na Carolina do Norte.

## Biografia
Nascido em South Side, Robert Kelly, e começou a cantar no coral gospel aos oito anos de idade. Iniciou sua formação musical na Academia Kenwood, em Chicago, onde teve o incentivo de sua mentora Sr.ª Lena McLin. Em 1989 Kelly formou o grupo MGM (Musically Gifted Men), com o propósito de participar de shows de calouros da época. Public Announcement foi seu segundo grupo já em 1992. O álbum de estreia do quarteto chegou às lojas no mesmo ano, intitulado "Born Into the '90s", que incluía grandes hits como "She's Got that Vibe" e "Slow Dance".

## Carreira
Ganhou reconhecimento quando produziu e escreveu canções para o álbum de estreia da jovem cantora Aaliyah, Age Ain't Nothing But a Number (1994), alcançando o quinto lugar nas paradas. Após rumores de um suposto casamento entre eles, todos os laços entre Aaliyah e Kelly, que já tinha 27 anos completos, foram cortados.
Passou a produzir hits, vários álbuns e canções para trilhas sonoras, como "I Believe I Can Fly" do filme Space Jam: O jogo do século (1996), "World's Greatest” (1996) para os Jogos Olímpicos de Verão em Atlanta (Geórgia), “You Are Not Alone”(1995) para Michael Jackson, “Gotham City” do filme Batman & Robin (1997) e o dueto com a diva pop canadense Céline Dion. No auge do processo criativo, R. Kelly trabalhou com Janet Jackson em "Any Time, Any Place", Jennifer Lopez em "Baby I Love U", Toni Braxton em "I Don't Want To", Britney Spears em "Outrageous", Ja Rule e Ashanti em "Wonderful", Cassidy em " Hotel ", Kirk Franlkin em “Lean On Me”, entre outros.
Em 2005, Kelly lançou o álbum "TP.3", que incluía os cinco primeiros capítulos de uma “canção-novela” chamada “ Trapped in the Closet:1-12” (2005). Um ousado experimento, uma homenagem involuntária e fortemente influenciado por  The Umbrellas of Cherbourg (1964), pode ser uma das experiências mais inusitadas na música pop da década, após a prova inegável de seu talento.
Kelly que em 2009, ganhou o cobiçado premio "The Christmas Song" com a canção "The World's Greatest". Compôs a inspiradora canção "Sign of a Victory", sendo tema para a abertura da Copa do Mundo FIFA 2010, em 11 de julho do mesmo ano.
Em uma entrevista à revista americana XXL, R. Kelly afirmou que Jay-Z não foi a escolha original para colaborar no álbum “Best of Both Worlds” (2002), e sim o falecido rapper Tupac Shakur (1971-1996), a quem Robert Kelly demonstrou admiração quando lhe dedicou o single “I Wish” (2000).
R. Kelly foi eleito o melhor artista de R&B dos últimos 25 anos em lista divulgada pelo site da revista americana Billboard.
Love Letter seu último álbum teve lançamento mundial em 14 de dezembro 2010. O álbum contém 14 canções, e uma homenagem ao “Rei do Pop” Michael Jackson, onde R. Kelly regrava o single “You Are Not Alone” (1995) escrita e produzida por ele. Love Letter tem sido aclamado pelos críticos musicais e elogiado por seus fãs.
“When A Woman Loves” (2010) foi nomeado na categoria Best Traditional R&B Vocal Performance ("Melhor canção de R&B Tradicional"), no 53º Grammy Awards. Atualmente em turnê na America do Norte, apresentou-se de forma épica no Soul Train Music Awards (2010).
Em 2013, fez um dueto com Lady Gaga na música Do What U Want , faixa do álbum ARTPOP, música esta que chegou ao primeiro lugar no iTunes de 74 países. No mesmo ano Gaga e Kelly performaram a música duas vezes juntos, no AMA (American Music Awards) em uma fantástica performance de cinco minutos, eleita pela Billboard um dos melhores momentos da noite e no SNL (Saturday Night Live), tendo uma das cinco maiores audiências do programa em 2013.

## Controvérsias
No auge de seu sucesso, Kelly decidiu fazer uma inovadora parceria com outro líder da indústria da música, o rapper  Jay-Z. Em 2001, após colaborações nas faixas "Not Guilty" de Jay-Z e "Fiesta" de R. Kelly, decidiram fazer um álbum juntos. Sucesso garantido, The Best of Both Worlds" foi o álbum mais esperado para 2002. Logo antes de seu lançamento, um suposto vídeo de Kelly com uma menina de 14 anos surgiu na Internet.
Indícios nesta fita, alegavam que R. Kelly estava envolvido sexualmente com uma menor de idade. Canais de televisão, estações de rádio e fãs em todo o EUA, se recusaram ouvir, comprar ou apoiar a música de R. Kelly. "Best of Both Worlds" foi um fracasso comercial em relação à sua expectativa. Jay-Z recusou-se comentar sobre o vídeo, achou que seria melhor para Kelly dar um tempo na carreira para resolver seus problemas pessoais.
Em 5 de junho de 2002, surgiram rumores de que ele seria indiciado por 21 acusações de pornografia infantil. Depois de um desacordo entre seus advogados e a Polícia de Chicago, e um mandado de busca, R. Kelly foi preso na Flórida, e extraditado para Chicago. Antes do julgamento R. Kelly se mostrou seguro, mesmo podendo enfrentar até 15 anos de prisão, além de pagamentos milionários por danos morais.
Em 22 de fevereiro de 2019, o Gabinete do Procurador do Estado de Cook County em Illinois acusou Kelly de 10 acusações de abuso sexual criminal agravado. As acusações alegam que de 1998 a 2010, Kelly abusou sexualmente de quatro mulheres, três das quais eram adolescentes menores na época, com evidências, incluindo um vídeo fornecido por Michael Avenatti que supostamente retrata um novo crime. Kelly se entregou no dia em que as acusações foram anunciadas e foi preso pelo Departamento de Polícia de Chicago e levado sob custódia. O juiz estabeleceu uma fiança de US $ 1 milhão e ordenou que Kelly não tivesse contato com nenhum menor de 18 anos ou suposta vítima. Kelly se declarou inocente de todas as acusações, que chamou de mentiras. Foi libertado sob fiança após três noites na prisão no Condado de Cook .
Em 6 de março de 2019, Gayle King entrevistou Kelly no programa CBS This Morning, onde Kelly insistiu em sua inocência e culpou a mídia social pelas acusações. Durante a entrevista, Kelly teve uma explosão emocional quando se levantou, bateu no peito e gritou. Além disso, duas mulheres que moram com Kelly, cujos pais dizem que sofreram lavagem cerebral, declararam amor por Kelly e o defenderam durante a transmissão.
Em 11 de julho de 2019, Kelly foi preso por acusações federais de alegação de crimes sexuais e obstrução da justiça por investigadores da Segurança Interna dos EUA e detetives do Departamento de Polícia de Nova York em Chicago .
Em 12 de Julho de 2019, promotores federais de New York e Chicago indiciado Kelly em 18 acusações, incluindo a exploração sexual de crianças, pornografia infantil produção, sequestro, o trabalho forçado, extorsão e obstrução da justiça. Teve sua fiança negada pela primeira vez em outubro de 2019 e novamente em abril de 2020 durante a pandemia de COVID-19. acusações de substituição foram arquivadas em Chicago em 13 de fevereiro de 2020, e em Nova York em 13 de março de 2020, aumentando o número total de acusações para 22. Kelly está atualmente encarcerada no Metropolitan Correctional Center, Chicago.
Em 5 de agosto de 2019, um promotor de Minnesota acusou Kelly de solicitar um menor e prostituição após uma alegação de 2001 de convidar uma garota para seu quarto de hotel e pagar US $ 200 para ela tirar a roupa e dançar com ele. O advogado de Kelly, Steve Greenberg, afirmou: "Esse caso é pura publicidade feita pelo promotor." Greenberg também tuitou : "Re: Novas cobranças @RKelly, me dê um tempo. Isso é além do absurdo". O procurador estadual do condado de Hennepin, Mike Freeman, disse: "... as vítimas de Minnesota merecem seu dia no tribunal e é por isso que estamos aqui. Em minha opinião, muitos promotores estão ignorando as vítimas. Este não".
Em 27 de setembro de 2021, R. Kelly foi considerado culpado em um tribunal federal nas acusações de extorsão e tráfico sexual. Em 29 de junho de 2022, sua sentença foi formalmente pronunciada, sendo de aproximadamente trinta anos de prisão.

## Discografia

### Álbuns Oficiais
- 12 Play (1993)
- R. Kelly (1995)
- R. (1998)
- TP-2.com (2000)
- Chocolate Factory (2003)
- Happy People/U Saved Me (2004)
- TP.3 Reloaded (2005)
- Double Up (2007)
- Untitled (2009)
- Love Letter (2010)[31]
- Write Me Back (2012)
- Black Panties (2013)
- The Buffet (2015)
- 12 Nights of Christmas (2016)

### Álbuns Colaborativos
- Born into the 90's (1992) (Public Announcement)
- The Best of Both Worlds (2002) (Jay-Z)
- Unfinished Business (2004) (Jay-Z)

### Compilações
- The R. in R&B Collection, Vol. 1 (2003)
- Remix City, Volume 1 (2005)
- Playlist: The Very Best of R. Kelly (2010)
- Epic (2010)

### Mixtapes
- Loveland (2002)
- 12 Play: 4th Quarter (2008)
- The Demo Tape (Gangsta Grillz) (2009)

## Turnês

### Oficiais
- The 12 Play Very Necessary Tour (com Salt-N-Pepa) (1994)
- The Down Low Top Secret Tour (com LL Cool J, Xscape, & Solo) (1996)
- The Get Up on a Room Tour (com Kelly Price, Nas, Foxy Brown, & Deborah Cox) (1999)
- The TP-2.com Tour (com Sunshine Anderson & Syleena Johnson) (2001)
- The Key in the Ignition Tour (com Ashanti) (2003)
- The Light It Up Tour (2006)
- The Double Up Tour (com J. Holiday & Keyshia Cole) (2007)
- The Ladies Make Some Noise Tour (com K. Michelle) (2009)
- Love Letter Tour (com Keyshia Cole & Marsha Ambrosius) (2011)
- The Single Ladies Tour (com Tamia) (2012–13)
- Black Panties Tour (com Tamar Braxton) (2014)

### Colaborativas
- 60653 Tour (Public Announcement) (1993)
- The Best Of Both Worlds Tour (Jay-Z) (2004)